# A Sister to Assist 'Er (1922)
A Sister to Assist 'Er é um filme de comédia mudo britânico de 1922, dirigido por George Dewhurst, estrelado por Mary Brough, Polly Emery e Muriel Aked.
Foi baseado na peça homônima de John le Breton.

## Elenco
- Mary Brough ... Sra. Millie May
- Polly Emery ... Sra. Mull
- Muriel Aked ... Sra. Crawley
- John MacAndrews ... Peixeiro
- Billy Baron
- Cecil Morton York